# Телескоп імені Віктора Бланко
Телескоп імені Віктора Бланко (Víctor M. Blanco Telescope) також відомий як 4-метровий телескоп Бланко (англ. Blanco 4m) — 4-метровий телескоп з апертурою, розташований у Міжамериканській обсерваторії Серро-Тололо, Чилі, на вершині гори Серро-Тололо. Введений в експлуатацію в 1974 році і завершений в 1976 році, телескоп ідентичний 4-метровому телескопу Мейолла, розташованому на піку Кітт. У 1995 році його освятили та назвали на честь пуерториканського астронома Віктора Мануеля Бланко. Це був найбільший оптичний телескоп у південній півкулі з 1976 до 1998 року, коли був відкритий перший 8-метровий телескоп Дуже Великого Телескопа.
Наразі основним дослідницьким інструментом, який використовується на телескопі, є камера темної енергії (DECam), камера, яка використовується в огляді темної енергії. DECam побачив своє перше світло у вересні 2012 року.
Камера Mosaic II використовувалася на цьому 4-метровому телескопі CTIO в південній півкулі з 1999 року. Це була розробка камери KNPO Mosaic, встановленої в 1998 році в північній півкулі. Ці камери використовувалися для різних астрономічних досліджень і були відомі своїм успіхом.